# Fornesjö
Fornesjö är en sjö i Borås kommun i Västergötland och ingår i Rolfsåns huvudavrinningsområde. Sjön är 13,7 meter djup, har en yta på 0,019 kvadratkilometer och är belägen 232 meter över havet.